# 1771 Makover
Az 1771 Makover (ideiglenes jelöléssel 1968 BD) a Naprendszer kisbolygóövében található aszteroida. Ljudmila Csernih fedezte fel 1968. január 24-én.